# شمشاد فاهلي
شمشاد فاهلي (الاسم العلمي:Buxus vahlii) هو نوع من النباتات يتبع جنس الشمشاد من الفصيلة الشمشادية.